# Transcendentes de Painlevé
Em matemática, transcendentes de Painlevé são as soluções para certas equações diferenciais ordinárias de segunda ordem não lineares no plano complexo com a propriedade de Painlevé (as únicas singularidades móveis são polos), mas que geralmente não são solucionáveis em termos de funções elementares. Elas foram descobertas por Paul Painlevé (1900 - 1902), que mais tarde tornou-se o primeiro-ministro francês.

## Listas de equações de Painlevé
Estas seis equações, tradicionalmente chamadas Painlevé I-VI, são as seguintes:
- I (Painlevé):

{\displaystyle {\frac {d^{2}y}{dt^{2}}}=6y^{2}+t}
- II (Painlevé):

{\displaystyle {\frac {d^{2}y}{dt^{2}}}=2y^{3}+ty+\alpha }
- III (Painlevé):

{\displaystyle ty{\frac {d^{2}y}{dt^{2}}}=t\left({\frac {dy}{dt}}\right)^{2}-y{\frac {dy}{dt}}+\delta t+\beta y+\alpha y^{3}+\gamma ty^{4}}
- IV (Gambier):

{\displaystyle y{\frac {d^{2}y}{dt^{2}}}={\tfrac {1}{2}}\left({\frac {dy}{dt}}\right)^{2}+\beta +2(t^{2}-\alpha )y^{2}+4ty^{3}+{\tfrac {3}{2}}y^{4}}
- V (Gambier):

{\displaystyle {\begin{aligned}{\frac {d^{2}y}{dt^{2}}}&=\left({\frac {1}{2y}}+{\frac {1}{y-1}}\right)\left({\frac {dy}{dt}}\right)^{2}-{\frac {1}{t}}{\frac {dy}{dt}}\\&\quad +{\frac {(y-1)^{2}}{t^{2}}}\left(\alpha y+{\frac {\beta }{y}}\right)+\gamma {\frac {y}{t}}+\delta {\frac {y(y+1)}{y-1}}\\\end{aligned}}}
- VI (R. Fuchs):

{\displaystyle {\begin{aligned}{\frac {d^{2}y}{dt^{2}}}&={\tfrac {1}{2}}\left({\frac {1}{y}}+{\frac {1}{y-1}}+{\frac {1}{y-t}}\right)\left({\frac {dy}{dt}}\right)^{2}-\left({\frac {1}{t}}+{\frac {1}{t-1}}+{\frac {1}{y-t}}\right){\frac {dy}{dt}}\\&\quad +{\frac {y(y-1)(y-t)}{t^{2}(t-1)^{2}}}\left(\alpha +\beta {\frac {t}{y^{2}}}+\gamma {\frac {t-1}{(y-1)^{2}}}+\delta {\frac {t(t-1)}{(y-t)^{2}}}\right)\\\end{aligned}}}
Os números α, β, γ, δ são constantes complexas. 